# Schlacht bei Podol
Custozza – Hühnerwasser – Podol – Nachod – Trautenau – Langensalza – Skalitz – Münchengrätz – Gitschin – Königinhof – Schweinschädel – Königgrätz – Dermbach – Kissingen – Mainfeldzug – Frohnhofen – Aschaffenburg – Lissa – Bezzecca – Blumenau – Hundheim – Tauberbischofsheim – Werbach – Helmstadt – Gerchsheim – Uettingen/Roßbrunn
Die Schlacht bei Podol fand am 26. und 27. Juni 1866 im Zuge des Deutschen Krieges zwischen Preußen und Österreichern statt. Um den Iser-Übergang bei Podol kam es zu heftigen Kämpfen, in welchen die Österreicher geschlagen wurden und durch das Zündnadelgewehr außerordentliche Verluste erlitten.

## Vorgeschichte
Nachdem die preußische 1. Armee unter General Prinz Friedrich Karl mit rund 97.000 Mann von Görlitz kommend durch das geräumte Sachsen die böhmische Grenze erreicht hatte, rückte sie am 23. Juni parallel zur Elbarmee über Seidenberg und Zittau in langen Heersäulen, ohne auf Widerstand zu treffen, in Böhmen ein.
Am 26. und 27. Juni erzwang die 1. Armee bei Turnau und Podol den Übergang über die Iser gegen die Truppen des österreichischen I. Korps mit etwa 33.000 Mann unter Eduard Clam-Gallas. Die österreichische Nordarmee zog sich vor der heranrückenden preußischen 1. Armee beständig zurück. Dabei suchte der Oberbefehlshaber Feldzeugmeister, Ludwig von Benedek, nach einer geeigneten  Verteidigungsstellung, um den gegnerischen Anmarsch zu stoppen.

## Verlauf der Schlacht
Das Kommando über das westlich stehende österreichische I. Korps lag in den Händen des Generals der Kavallerie Clam-Gallas, der nicht in der Lage war, das Heranrücken der preußischen Soldaten aufzuhalten. Die Haupttruppen von Clam-Gallas wussten weder, wo sich die Preußen befanden noch an welcher Stelle sie den Fluss überqueren würden und zogen sich weit ins Hinterland des Flusses zurück. Die Iser-Linie schien sich als Verteidigungslinie anzubieten, speziell der Ort Podol, da die Steinbrücke stark genug für die militärischen Einheiten war. Zum Schutz Podols wurden nur zwei unterbesetzte Kompanien aufgestellt.
Die heranrückende preußische 8. Division unter Generalleutnant von Horn griff Podol am Nachmittag des 26. Juni
mit ihrer Vorhut, der 15. Brigade unter General Julius von Bose an. Oberst Bergou, Stabschef der österreichischen „Eisernen Brigade“ (so genannt wegen ihrer Erfolge im Krieg mit Dänemark) zog einen Teil seiner Truppen rasch nach Podol; in der Zwischenzeit jedoch hatte die preußische Infanterie eine seichte Furt in der Nähe der Stadt ausfindig gemacht und begann, den Fluss zu überqueren. Als die österreichische Brigade (unter Generalmajor Poschacher) eintraf, hatte die preußische 15. Brigade Podol bereits fast vollständig genommen.
Bei dem folgenden Feuergefecht erlitt die preußische Infanterie Verluste durch die österreichischen Lorenzgewehre, die eine größere Reichweite hatten. Als sich die Preußen etwas zurückzogen, bildeten die österreichischen Kommandanten aus ihren Reihen Kolonnen: Die österreichischen Angriffskolonnen waren die dichteste Formation dieser Art in Europa. Der Angriff der Kolonnen scheiterte jedoch an den preußischen Dreyse-Zündnadelgewehren, mit denen die Österreicher reihenweise niedergemäht wurden.

## Ausklang und Folgen
Bis in die Nacht trafen weitere österreichische Infanterieeinheiten ein. Es wurden weitere Gegenangriffe geplant; doch die Dunkelheit und die Schlagkraft der Zündnadelgewehre hielten den österreichischen Stab von einem Angriff auf den preußischen Brückenkopf ab. Schließlich setzten sie ihren Rückzug südwärts fort.
Tags darauf konnte sich die 1. Armee mit der Elbarmee vereinen, die ihrerseits bei Hühnerwasser gesiegt hatte. Es folgte am 28. Juni die Schlacht bei Münchengrätz.